# 하이포아브롬산
차아브롬산(Hypobromous acid)은 불안정한 약산 (화학), 산소산이며, 분자식은 HBrO이다. 수용액으로서만 존재하며 물리적 성질과 화학적 성질은 차아염소산의 그것과 매우 유사하다.

## 성질
수용액 상태에서 차아브롬산 중 일부는 차아브롬산염 음이온 OBr−과 수소 양이온 H+으로 해리된다.차아브로민산의 염들은 차아브롬산염이라고도 부른다. 차아브롬산과 마찬가지로 이러한 염들은 불안정하여 건조시킬 경우 불균등화 반응을 일으키며 브롬산염과 아브롬산염을 생성한다.

## 제법
순수한 브롬을 물에 추가하면 차아브롬산과 브롬화수소산이 생성된다.
Br2(l) + H2O(l) → HOBr(aq) + HBr (aq)

## 용도
차아브롬산은 표백제, 산화제, 냄새 제거제, 그리고 많은 병원체의 세포를 죽일 수 있는 특성으로 인해 살균제로 이용된다. 이 화합물은 주로 온혈 척추 유기체, 특히 주로 브롬을 이용하는 효소인 에오신 기호성 페록시다아제의 차아브롬산을 만드는 에오신 기호성 유기체에서 생성된다. 차아브롬산은 욕조나 스파에서 살균제로 쓰이기도 하는데, 이 때에는 산화제를 이용해서 에오신 기호성 유기체의 페록시다아제와 유사한 방법으로 차아브롬산을 생성한다. 이때 차아브롬산과 유사한 차아염소산과 함께 사용할 경우 더욱 효과가 좋다.